# Roger Pennès
Roger Jean Eugène Pennès (Parigi, 18 maggio 1883 – Charly-sur-Marne, 23 dicembre 1975) è stato un generale e aviatore francese, particolarmente distintosi nel corso della prima guerra mondiale come ufficiale di fanteria e d'aviazione. Tra le due guerre mondiali operò dapprima in Marocco e poi in Libano e Siria, ricoprendo anche l'incarico di professore presso l'Ecole Supérieure de Guerre. Comandante della 8ª Brigata aerea a Metz, poi della 5ª Regione aerea di Algeri, del 1º Corpo aereo di Parigi, vicedirettore del Collège des Hautes Etudes de la Défense Nationale, Ispettore generale dell'aviazione da bombardamento, e infine membro del Conseil Supérieur de l'Air nel gennaio del 1939. Nel giugno di quell'anno fu promosso generale d'armata aerea. Dopo lo scoppio della seconda guerra mondiale, il 3 settembre 1939 fu nominato comandante della Zona d'Operazioni Aeree Est (ZOA Est) a Nancy, dipendente dal 2º Gruppo di armate, al comando del generale André Gaston Prételat, ma entrato in contrasto con quest'ultimo venne trasferito al comando della 5ª Armata aerea, ed in subordine delle forze aeree ed antiaeree dell'Africa del Nord (AFN) e della 5ª Regione aerea di Algeri. Dopo l'armistizio di Compiègne del 22 giugno 1940, il 9 luglio fu nominato rappresentante permanente del capo di stato maggiore dell'Armée de l'air avendo autorità su tutte le direzioni del Ministero dell'aeronautica stazionanti in AFN, e dopo l'Operazione Catapult coordinò gli attacchi di rappresaglia contro le forze aeronavali britanniche presenti a Gibilterra. Rientrato nella Francia continentale, a Tolone si stabilì a Charly-sur-Marne (Aisne), prendendo contatto con le reti della Resistenza francese. Dal 1943 al 1944 fece parte della rete Kummel che si occupava dell'evasione degli aviatori alleati e nell'agosto 1944, nominato capo di stato maggiore della regione A della FFI, entrò in clandestinità sotto lo pseudonimo di "Barat". Venne posto in congedo definitivo dal ruolo naviganti ed ammesso alla 2ª sezione degli ufficiali generali il 18 maggio 1945.

## Biografia
Nacque a Parigi il 18 maggio 1883, figlio di Edouard, di professione farmacista,  e di Augustine Barat, all'interno di una famiglia di solide tradizioni militari. 
Il 29 ottobre 1903 fu ammesso a frequentare l'École spéciale militaire de Saint-Cyr, da cui uscì il 1 ottobre 1905 assegnato all'arma di cavalleria.  Tra il 1905 e il 1906 frequentò la scuola d'applicazione d'arma di Saumur, e poi fu assegnato in servizio al 13º Reggimento corazzieri di stanza a Chartres, dall'agosto 1906 al novembre 1912. Promosso tenente fu trasferito al 5º Reggimento Cacciatori d'Africa ad Algeri, dove rimase in servizio tra il novembre 1912 e il marzo 1915.
Quando scoppio la prima guerra mondiale il suo reggimento fu mandato nella regione di Charleroi. Partecipò alla ritirata da Charleroi, alla battaglia della Marna, a quella dell'Yser, e poi ai combattimenti nelle Argonne. Citato all'ordine del giorno della III Armée il 14 febbraio 1959, fu successivamente insignito della Croix de guerre 1914-1918 con palma. Passò, dietro sua domanda, per il resto della guerra, al 19º Battaglione Cacciatori a piedi il 22 marzo 1915 e fu nominato capitano a titolo temporaneo.
Rimase ferito l'8 maggio durante un contrattacco nella foresta delle Argonne, settore di Bagatelle, al Four de Paris, da schegge di granata alla gamba destra che comportarono la frattura della tibia destra, la distruzione del nervo ischiatico, e la parziale paralisi del piede.. Divenuto Cavaliere della Legion d'onore il 19 maggio, rimase ricoverato in ospedale fino al febbraio 1916, per essere quindi definitivamente dichiarato inabile al servizio.
Rifiutato il congedo per inabilità al servizio, il 6 marzo 1916 fu trasferito, dietro sua domanda, all'Aéronautique Militaire, e malgrado il piede immobilizzato diventò allievo pilota presso la Scuola di volo di Chartres del marzo al maggio 1916 ottenendo il brevetto di pilota il 18 maggio.
Dopo un periodo di perfezionamento a Châteauroux, fu assegnato come pilota alla Escadrille F 25 della IIe Armée a Verdun, il 1 agosto. Comandò la Escadrille F 221 a Verdun dal 23 novembre al 6 aprile 1917, venendo poi nominato comandante dell'aeronautica dello VIIIe Corps d'armée nell'aprile 1917, durante gli attacchi contro Monte Cornillet, e est di Reims. Nominato comandante dell'aeronautica del IIe Corps d'armée prese parte alle operazioni in Lorena, a Verdun e a Saint Mihiel, commando che mantenne fino alla fine del conflitto.
Verso la fine della Grande Guerra fu vicecomandante del Centre d'Instruction d'Aviation de Chasse et de Bombardement (CIACB) a Champfleury-La Perthe (Aisne) (settembre 1918-marzo 1919). Nel marzo 1919 venne assegnato all'Aeronautica del Marocco come comandante del gruppo da bombardamento del 37ème Régiment d'aviation di stanza a Meknès, che ricoprì sino al maggio 1922. Nel 1921, durante le operazioni di Issoual, ai margini della zona sotto controllo spagnolo, lui e il dottor Epaulard impiegarono una squadriglia di 6 aerei per portare nello stesso giorno 18 feriti gravi all'ospedale di Meknès, con un viaggio aereo di 75 km percorso in mezz'ora.  Nel giugno 1922 divenne vicecomandante del 37ème Régiment d'aviation, funzioni che ricoprì sino al dicembre 1923. Fu promosso maggiore di fanteria il 19 settembre 1922. Nel dicembre 1923 fu nominato professore presso l'Ecole Supérieure de Guerre, dove fu titolare del corso di aeronautica (gennaio 1924-luglio 1927), venendo promosso tenente colonnello dell'aeronautica il 25 dicembre 1926.
Il luglio 1927 fu trasferito al 39ème Régiment d'aviation di base a Rayak, nel Libano, in qualità di vicecomandante, rimanendovi fino all'ottobre 1929. In questo periodo effettuò un gran numero di missioni in Iraq, in Siria e Libano comandando in particolare il settore della valle della Beqa' (Libano). Nel luglio 1928, nel corso di una missione di collegamento con l'Iraq il suo aereo fu costretto ad un atterraggio di emergenza a 70 km a nord-ovest di Baghdad; lui e il suo equipaggio rimasero isolati a causa di una tempesta di sabbia dal 27 luglio a 1 agosto, e furono poi soccorsi da un inglese che passava non lontano a bordo della sua Rolls-Royce. Durante questo periodo incontrò Padre Antoine Poidebard, missionario gesuita in Siria e Libano, pioniere della fotografia e dell'archeologia aerea.
Nell'agosto 1929 divenne comandante del 5ème Groupe d'ouvriers aéronautiques (GOA) e della Scuola pratica d'aviazione di Avord, comando che conservò fino al settembre 1930. Per decisione del Ministère de l'Air nell'agosto 1929 fu distaccato presso lo stato maggiore dell'Aéronautique Militaire a Parigi, come direttore del 3ème bureau, venendo promosso colonnello il 25 dicembre 1929. Divenne comandante del 34ème Régiment d'aviation a Le Bourget nell'ottobre 1931, mantenendo l'incarico sino al novembre 1932. Dal maggio al settembre 1932 seguì i corsi presso il Centre des Hautes Etudes Militaires (CHEM).
Il 1 aprile 1933 transitò in servizio nella neocostituita Armée de l'air, e nell'ottobre successivo assunse il comando interinale della 8ª Brigata aerea a Metz. Fu promosso generale di brigata aerea il 3 settembre 1934, assumendo anche il comando effettivo della 8ª Brigata aerea a Metz fino all'agosto 1936 quando divenne aiutante del generale comandante la 5ª Regione aerea di Algeri. Lasciò l'incarico nel dicembre 1936, e fu promosso generale di divisione aerea il 16 giugno 1937. Fu comandante della 5ª Regione aerea di Algeri tra l'ottobre 1937 e l'aprile 1938, e comandante del 1º Corpo aereo di Parigi a partire dal 22 febbraio 1938. Parallelamente a questo incarico fu nominato vicedirettore del Collège des Hautes Etudes de la Défense Nationale, il 12 agosto 1938, poi Ispettore generale dell'aviazione da bombardamento, il 15 ottobre 1938, e infine membro del Conseil Supérieur de l’Air nel gennaio 1939. Nel giugno di quell'anno fu promosso generale d'armata aerea.
Dopo lo scoppio della seconda guerra mondiale, il 3 settembre 1939 fu nominato comandante della Zona d'Operazioni Aeree Est (ZOA Est) a Nancy, dipendente dal 2º Gruppo di armate, al comando del generale André Gaston Prételat, che aveva quartier generale a Digione.  Entrò subito in contrasto con il generale Prételat sull'uso dell'aviazione durante l'offensiva sulla Saar, con il comandante del 2º Gruppo di armate furioso per la mancanza di copertura aerea alle truppe da parte dell'aviazione da caccia francese. Pretelat, furioso, deplorò anche la rimozione del comandante delle forze aeree dei gruppi d'aviazione dell'esercito che gli era stato assegnato all'inizio delle ostilità.
Le lamentele di Prételat arrivarono al generale Joseph Vuillemin, capo di stato maggiore dell'Armée de l'air, che non essendo in buoni rapporti con il comandante dell'esercito, generale Maurice Gamelin il 23 ottobre decise di intervenire. Il generale de Saint-Céran riporta nelle sue memorie che il giorno successivo Pennès fu mandato ad Algeri come comandante della 5ª Armata aerea, sostituito da Marcel Têtu, mentre René Bouscat assunse l'incarico di capo di stato maggiore presso il Ministero dell'aeronautica. 
In Algeria assunse anche il comando delle forze aeree ed antiaeree dell'Africa del Nord (AFN) e della 5ª Regione aerea di Algeri. Questo comando era uno dei tre più importanti dell'Armée de l'air. Lasciò l'incarico di membro del Conseil Supérieur de l'Air il 17 maggio 1940, e il giorno dopo doveva essere posto in congedo per raggiunti limiti d'età ma venne mantenuto in servizio per decisione del Ministero del 27 aprile.
Dopo l'armistizio di Compiègne del 22 giugno 1940, il 9 luglio fu nominato rappresentante permanente del capo di stato maggiore dell'Armée de l'air avendo autorità su tutte le direzioni del Ministero dell'aeronautica stazionanti in AFN.
Dopo l'attacco britannico contro la Force de Haute Mer (FHM) del viceammiraglio Marcel Gensoul a Mers el-Kébir il 3 luglio 1940, in risposta a questa aggressione, egli diede l'ordine alle forze aeree in AFN di tenersi pronte ad intervenire.  Il 5 luglio, dopo aver ottenuto l'autorizzazione delle commissioni armistiziali tedesca e italiana, il Ministro dell'aviazione del  governo di Vichy, generale Bertrand Pujo, lo autorizzò a lanciare le prime azioni belliche contro le forze aeronavali britanniche.  I tedeschi autorizzarono la costituzione di sei gruppi da caccia, nove gruppi da bombardamento e sei da ricognizione.  Il 14 luglio l'ammiraglio François Darlan decise di lanciare una massiccia azione di bombardamento su Gibilterra, ed egli venne incaricato di dirigerla dal suo posto di comando sito a Oujda (nel nord-est del Marocco). Il 18 luglio l'ordine d'operazione fu annullato dal governo di Vichy per evitare una rottura irrimediabile con gli inglesi. L'operazione su Gibilterra venne lanciata il 24 e 25 settembre, dopo l'attacco contro Dakar da parte degli inglesi il 23 settembre. Sei squadriglie di bombardieri dell'aeronautica e quattro squadriglie della Marine nationale attaccarono congiuntamente, ma i risultati dell'azione furono piuttosto limitati. Il 25 settembre 1940 fu sostituito nelle sue funzioni di comandante superiore dell'aeronautica in AFN dal generale Robert Odic.
Dopo aver rimpatriato la sua famiglia nella Francia continentale, a Tolone poi a Parigi e infine a Charly-sur-Marne (Aisne), prese contatto con le reti della Resistenza. Nell'agosto 1943 si mette a disposizione del generale Henri Giraud (allora a Londra) tramite il colonnello Corbasson, ma senza ottenere risposta. Intraprese quindi lo stesso approccio con il generale Martial Valin (sempre a Londra) ma senza risultato. Dal 1943 al 1944 fece parte della rete Kummel che si occupava dell'evasione degli aviatori alleati: partecipò alle operazioni di raccolta, guida, accoglienza e rifornimento di aviatori inglesi e americani nella regione di Château-Thierry, Lagny, Parigi e nella sua banlieu.
Divenuta impossibile questa attività dal luglio 1944, contattò l'organizzazione della FFI per essere impiegato più attivamente, e partecipò alla stesura di un piano per lo sbarco di truppe e attrezzature dietro la vecchia linea Hindenburg. Fu così nominato capo di stato maggiore della regione A della FFI nell'agosto 1944 ed entrò in clandestinità sotto lo pseudonimo di "Barat". Si recò nella Somme, nell'Aisne, e nel Pas de Calais per prendere contatto con i gruppi FTP di Cambrai, Roubaix, Péronne, Arras, St-Quentin, ecc. Tale attività sembra essere definitivamente cessata nel settembre 1944. Posto in congedo definitivo dal ruolo naviganti fu ammesso alla 2ª sezione degli ufficiali generali il 18 maggio 1945.
Si ritirò a vita privata a Charly-sur-Marne dove morì il 23 dicembre 1975.
Il 14 aprile 1920 sposò a Marrakech la signorina Marcelle Pazard (Poitiers, 24 aprile 1895–Charly-sur-Marne, 12 aprile 1986), che gli diede due figli: Paul (10 marzo 1921-giugno 2014) e Nicole (Parigi, 23 dicembre 1924-Charly-sur-Marne, 16 dicembre 2014).

### Annotazioni
1. ↑  Quartogenito di sette tra fratelli e sorelle. Uno di essi, Paul, cadde in combattimento a Carency (Pas de Calais) il 9 maggio 1915.  Jean divenne celebre come caricaturista sotto il nome d'arte di Jean Sennep nel corso degli anni che andavano dal 1930 al 1960.
2. ↑  Quel giorno il suo battaglione perse 3 ufficiali e 130 uomini
3. ↑  Durante questo periodo partecipò a 22 missioni di guerra nel territorio sotto controllo dei ribelli, a volte come pilota, a volte come osservatore.
4. ↑  La situazione delle forze aeree in AFN era allora critica: a partire dal 18 giugno centinaia di aerei (circa 800) e molto personale aeronautico era stato trasferita dalla Francia in Nord Africa, e lui cercò in tutti i modi di organizzare materialmente e moralmente le unità affluite, prive di pezzi di ricambio, di meccanici e di personale navigante. A fine del mese di giugno il generale Pennès inviò una missione sul territorio nazionale al fine di far trasferire in AFN il materiale da combattimento e i pezzi di ricambio esistenti nei depositi di Marsiglia, Tarbes, e Béziers. Dato lo stato di disorganizzazione esistente sul territorio metropolitano il tentativo non andò a buon fine.
5. ↑  Le forze aeree eseguirono 180 missioni di caccia e 35 di ricognizione, mentre si procedeva a reimmettere in servizio gli aerei da bombardamento.

### Fonti
1. 1 2  Generals.
2. 1 2 3 4 5 6 7 8 9 10 11  Musee des Etoiles.
3. 1 2 3 4 5 6 7 8 9 10 11 12 13 14 15 16 17 18 19 20 21 22 23 24 25 26 27 28 29 30 31 32 33 34 35 36 37 38 39 40  Albindenis.
4. ↑  Ordine del giorno del II Corps d'armée colonial n° 226/R del 22 ottobre 1918.
5. ↑  Ordine del giorno della Divisione n° 110 del 23 marzo 1929.